# 벨기에 왕자 로렌츠
외스터라이히에스테 대공 벨기에 왕자 로렌츠(Prince Lorenz of Belgium, Archduke of Austria-Este, 1955년 12월 16일 ~ )는 벨기에의 왕족이다. 아스부르고에스테가 왕가의 수장으로, 합스부르크-로레인 왕가의 생도 분가이다.